# Перовка (Шарлыкский район)
Перовка — поселок в Шарлыкском районе Оренбургской области в составе Сарманайского сельсовета. 

## География
Находится на расстоянии примерно 9 километров по прямой на север от районного центра села  Шарлык.

## Население
Население составляло 189 человека в 2002 году (татары 51%, русские 42%),  137 по переписи 2010 года.